# Дезоксигуанозин
Дезоксигуанозинът е пуринов нуклеозид, изграден от монозахарида дезоксирибоза и нуклеотидната база гуанин, свързани чрез гликозидна връзка. Ако има фосфат група на позицията 5' при деоксирибозата, той се превръща в нуклеотида дезоксигуанозинмонофосфат, участващ е структурата на ДНК и РНК.